# San Franciscó-i kábelvasút
A San Franciscó-i kábelvasút a világ utolsó, még működő kábelvontatású városi tömegközlekedési eszköze. San Francisco egyik legismertebb nevezetessége, része a városi tömegközlekedési hálózatnak, ám többnyire csak a turisták használják. Az eredetileg 23 vonalból álló hálózatból mára mindössze csak három vonal maradt fenn.

## Története
San Francisco egy tengerparti város, melynek utcái igen meredekek. A városban próbálkoztak lóvasút építésével, ám a nagy lejtők és emelkedők igencsak próbára tették a lovakat. Több baleset is történt a megcsúszó lovak és az elszabaduló kocsik miatt.
A megoldás egy kábelvontatású vasúti rendszer lett, melynek során az erőgépeket fixen telepítették, a sínek középvonalában egy állandóan haladó drótkötél mozog mintegy 15 km/h sebességgel. A síneken közlekedő kocsik ezt a drótkötelet ragadják meg, majd a drótkötél elvontatja a kocsikat a megfelelő helyre. A megállás úgy történik, hogy a kocsi vezetője egyszerűen elengedi a drótkötelet és befékezi a kocsit.
Az első vonal 1873-ban Clay Street Hill Railroad néven indult el. A technológia jól bevált, hiszen 1890-re már 23 vonalból álló hálózat üzemelt a városban.
A fénykor csak rövid ideig tartott, először a villamosok miatt zártak be több vonalat, majd később az autók miatt.
A nagy San Franciscó-i földrengés és tűzvész sem kedvezett a fennmaradásnak. A szinte teljesen elpusztult várost a nulláról kellett ismét felépíteni, melybe a régi és elavultnak számító kötélvasút már nem tartozott bele.
Néhány utca azonban még a villamosoknak is túl meredeknek bizonyult, így három vonal megmaradt. Időközben a rendszer a város védjegyévé és a turisták kedvencévé vált, ezért 60 millió dolláros beruházással 1982–1984 között felújították.
Napjainkban[mikor?] évi 7 millió turista utazik rajta, így hosszútávú fennmaradása biztosnak látszik.